# Ян Девідс де Хем
Ян Девідс де Гем (нід. Jan Davidsz. de Heem; 1606, Утрехт — 18 вересня 1683 або 1684, Антверпен) — нідерландський художник епохи бароко, майстер натюрморту.

## Життєпис
Походив з родини художників. Народився в Утрехті у 1606 році. Був сином художника Девіда де Гема Старшого. Замолоду разом із братом Девідом навчався у Бальтазара ван дер Аста. Незабаром після смерті батька у 1612 році, його мати вдруге вийшла заміж, й родина перебралася до Лейдену. З 1625 до 1629 року як художник працював у цьому місті.
У 1634 році переїздить до Антверпену. У 1635 році вступив до антверпенської гільдії художників. У 1636 році став громадянином Антверпена. Близько 1667 року він повернувся в Утрехт. У 1669 році стає членом місцевої гільдії Святого Луки.
У 1672 році, під час війни із Францією, втік до Антверпену. Тут продовжував працювати до самої смерті. Втім точно невідомий рік — 1683 або 1684.

## Творчість
У своїх картинах поєднував традиції голландського та фламандського натюрморту. Ян де Гем отримав загальне визнання завдяки своїм чудовим зображенням квітів і фруктів.
Картини де Гем малював великого горизонтального формату із зображенням святкових столів, що заставлені дорогим посудом та різними наїдками. Типове для голландських майстрів натюрморту розуміння єдності світлотіньової і мальовничій середовища у творчості Яна Девідса по'єдналося із суто фламандським тяжінням до достатку й розкоші земних благ («Натюрморт з десертом», 1640 рік, «Натюрморт з лобстером», 1634 рік, «Натюрморт з шинкою, омаром і фруктами», бл. 1660 року). Детальне зображення до найдрібніших деталей він поєднував з блискучим вибором колірної гами і витонченим смаком в побудові композиції. Він малював квіти в букетах і вазах, в яких часто пурхають метелики й комахи, квіткові вінки в нішах, вікна та зображення Мадонн в сірих тонах, гірлянди фруктів, натюрморти з наповненими вином келихами, виноградом та іншими фруктами і продуктами.

## Родина
Вперше одружився з Алетт ван Веде, перебуваючи у Лейдені. Мав трьох дітей. Серед них — сини Корнеліс (1631–1695) та Девід (1628-д/н), які також стали художниками.
У 1644 році в Антверпені одружився вдруге з Ганною Катериною Ракерс. У цьому шлюбі мав 6 дітей, зокрема сина Яна (1650- після 1695), який також став художником.